# عبارة (برمجيات)
Phrase (المعروف أيضًا باسم Phrase Localization Suite ) هو برنامج يعمل كمنصة خدمة مصممة لأتمتة وتبسيط ترجمة المنتجات الرقمية وتعريبها، مثل تطبيقات الويب أو الأجهزة المحمولة، ومواقع الويب، والمحتوى التسويقي، وما إلى ذلك للأسواق الدولية. في يناير 2021 ، استحوذت Memsource على Phrase، و في سبتمبر 2022 أعلنت كلتا العلامتين التجاريتين عن هوية مشتركة وشكلت مجموعة Phrase Localization Suite.

بدأت العبارة كمحرر موضعي للترجمات باستخدام مكتبة الترجمة Ruby i18n و JQuery ، و قُدم باعتباره نموذجًا تقنيًا في Euruco 2012 في أمستردام.  سرعان ما قُبلت هذه الفكرة بطلبات المستخدمين الأوائل لتخزين الملفات المحلية وتعديلها ومشاركتها عبر الإنترنت، والتي من خلالها تم استلهام وإصدار مركز ترجمة العبارات.    اعتبارًا من عام 2022 ، يُعرف منتج Phrase السابق الآن باسم Phrase Strings ويشكل جزءًا من Phrase Localization Suite الذي يركز على توطين البرامج.
1. ↑  "Euruco Conference 2012". مؤرشف من الأصل في 2014-12-19. اطلع عليه بتاريخ 2015-01-21.
2. ↑  "TheNextWeb on Phrase Translation Platform". مؤرشف من الأصل في 2022-12-20.
3. ↑  Zaino، Jennifer. "From Capistrano to Kubernetes: Lessons from PhraseApp's transition". TechBeacon. مؤرشف من الأصل في 2022-04-22. اطلع عليه بتاريخ 2020-09-29.
4. ↑  Schöning، Stephan (2 يناير 2019). "Die multilinguale Website Globaler Erfolg braucht regionale Anpassung". Presseportal. مؤرشف من الأصل في 2022-04-22. اطلع عليه بتاريخ 2020-09-29.

## روابط خارجية
- الموقع الرسمي